# 菩提所観音寺跡
菩提所観音寺跡（ぼだいしょかんのんじあと）は、広島県広島市安佐北区三入にある、安芸熊谷氏の菩提寺であった観音寺の跡地である。「熊谷氏の遺跡（伊勢が坪城跡・高松城跡・土居屋敷跡・菩提所観音寺跡）」として広島県指定史跡。

## 沿革
承久3年（1221年）の承久の乱の後、安芸国三入庄に入部した熊谷氏であったが、時代が下り第5代の当主・熊谷直明が、その菩提寺として応永8年（1401年）に僧・空坦を招き、正法山観音寺として創立した。
当時の観音寺は非常に大きな寺院で、永正14年（1517年）12月には室町幕府の勅使・上野信孝が宿泊。また天文10年（1541年）から始まる月山富田城の戦いの際には、宿泊所として周防・長門国の戦国大名大内氏当主・大内義隆が、長期にわたって逗留したとされる。
その後、熊谷氏が毛利氏の家臣として勢力を拡大すると、観音寺も大いに栄えたが、天正19年（1591年）頃に広島城が完成すると熊谷氏も広島城下に移住し、慶長5年（1600年）の関ヶ原の戦いで毛利氏が西軍に味方して敗れると、熊谷氏も毛利氏に従って長門国萩へと移り住んだ。そのため観音寺も徐々に寂れていき、廃寺となった。
しかし江戸時代も長州藩士熊谷氏の当主は家臣を墓参りさせるなどしており、寺は廃れても墓の管理を継続的に行っていた。

## 概要
三入高松城の麓、根の谷川の西岸にある、観音寺山の東麓に築かれ、前面に巨石で拵えた石垣で固めている。当時は寺院の裏山の観音寺山に観音寺山城（城主・熊谷直続）が存在し、観音寺の詰の城として機能していた。また根谷川対岸には土居屋敷が存在し、熊谷氏の三入庄支配の拠点となっていた。
現在は、熊谷氏の定紋である穂矢を刻んだ古い須弥壇を安置した観音堂、全長100メートルに及ぶ前面の巨大な石垣が往時を偲ばせるのみである。
本尊は如意輪観音座像で、室町時代初期の作品とされる。また観音寺の脇寺十二坊として、迎接院、正蹄院、蓮花院、龍窓院、地蔵院、難波院、清専院、正喜院、明覚寺、谷の坊、勝円寺、恵法院が存在した。境内南側には熊谷氏の墓所があり、50基あまりの古い五輪塔・宝篋印塔がある。
その他、永正14年（1517年）の有田中井手の戦いで、当主の熊谷元直は討死、その元直の遺体を、家臣が持ち帰らなかったことに憤慨した元直の妻は、女一人で有田まで出掛け、夫の元直の遺体を探した。遺体は見付けたものの、女手で持ち帰るにはあまりにも重く、泣く泣く元直の右腕を切断して持ち帰った。その腕を洗ったとされる井戸が現存している。

## ギャラリー

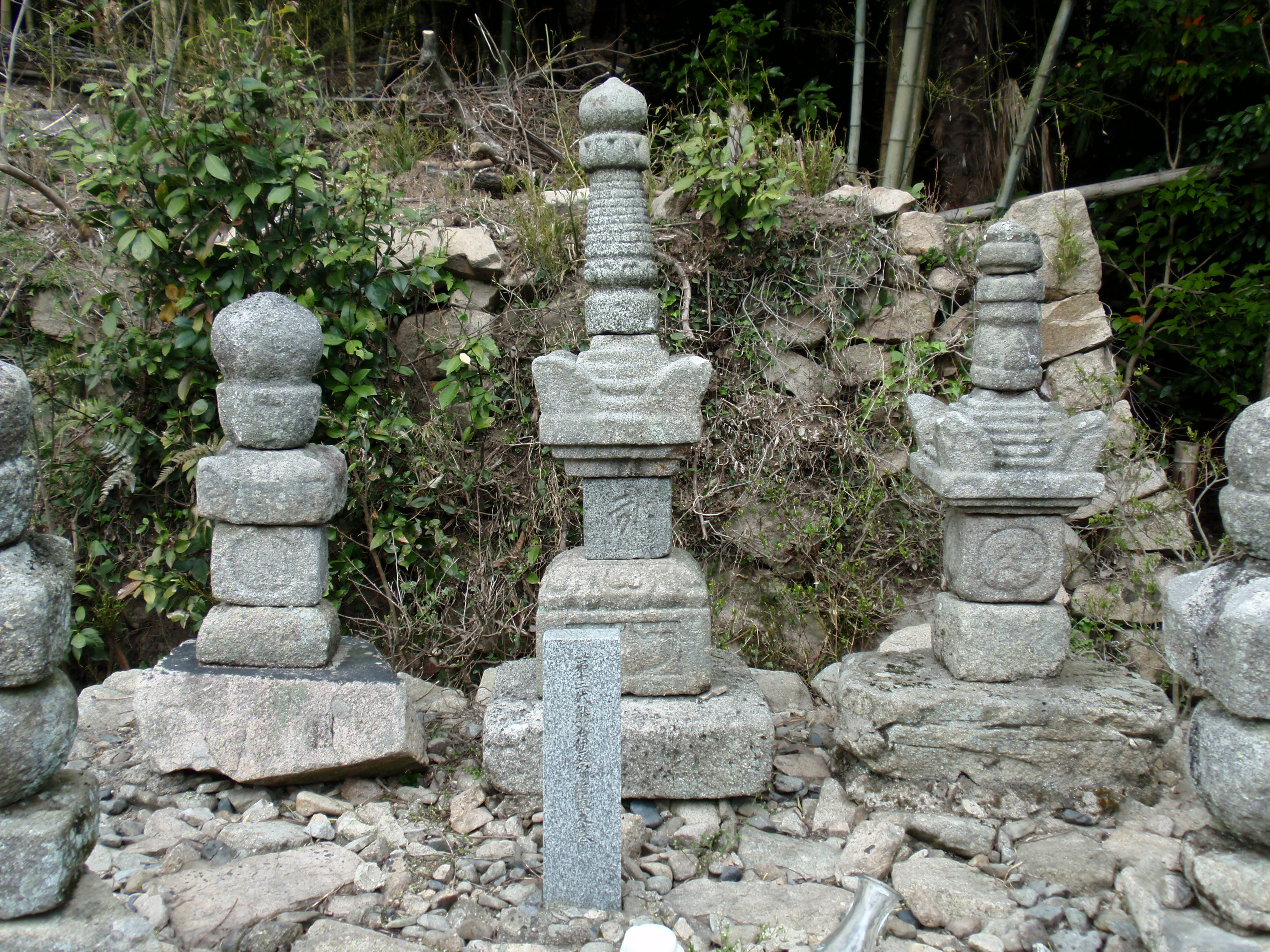
伝・熊谷信直墓
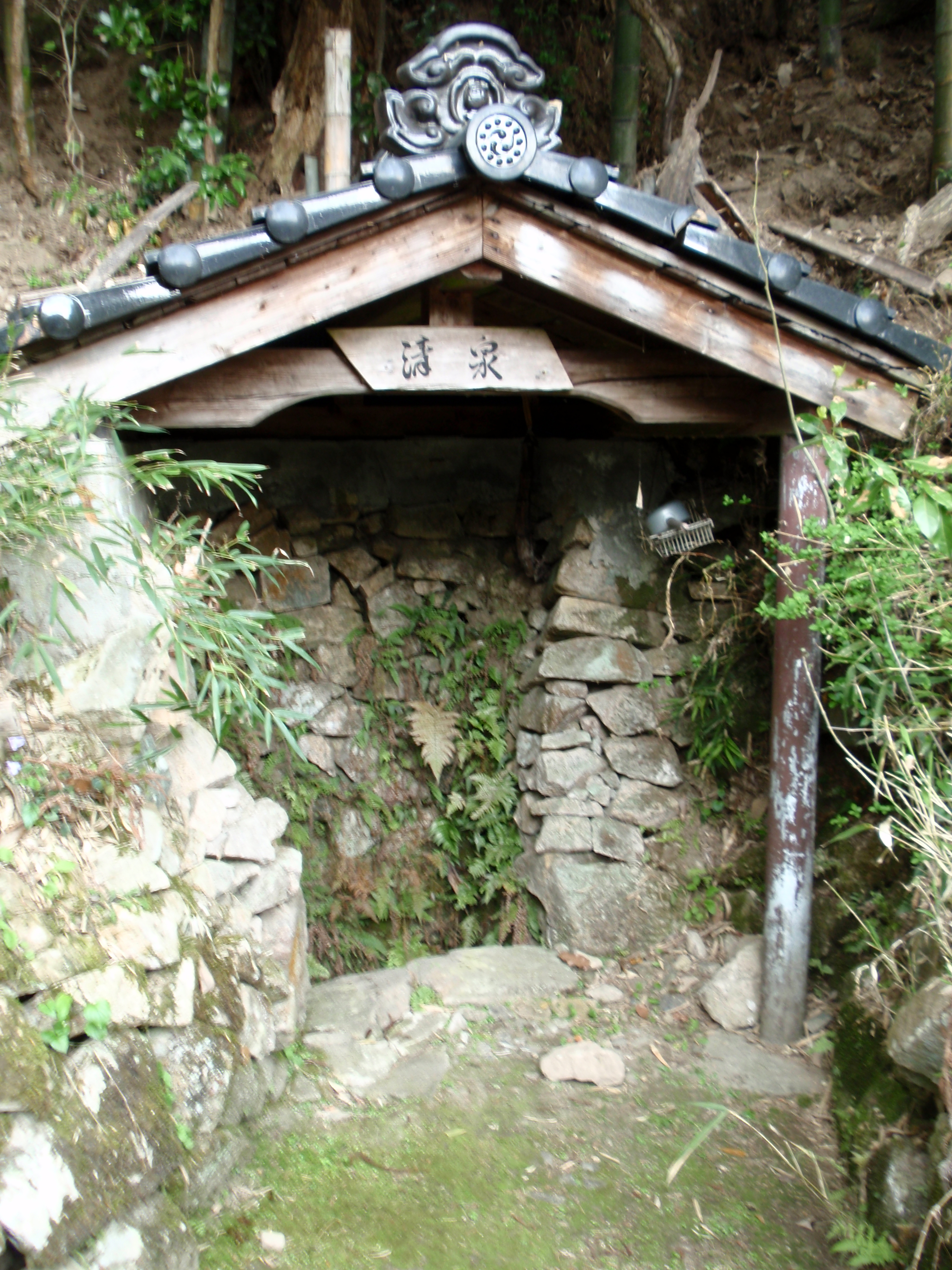
熊谷元直の妻が元直の腕を洗ったとされる井戸
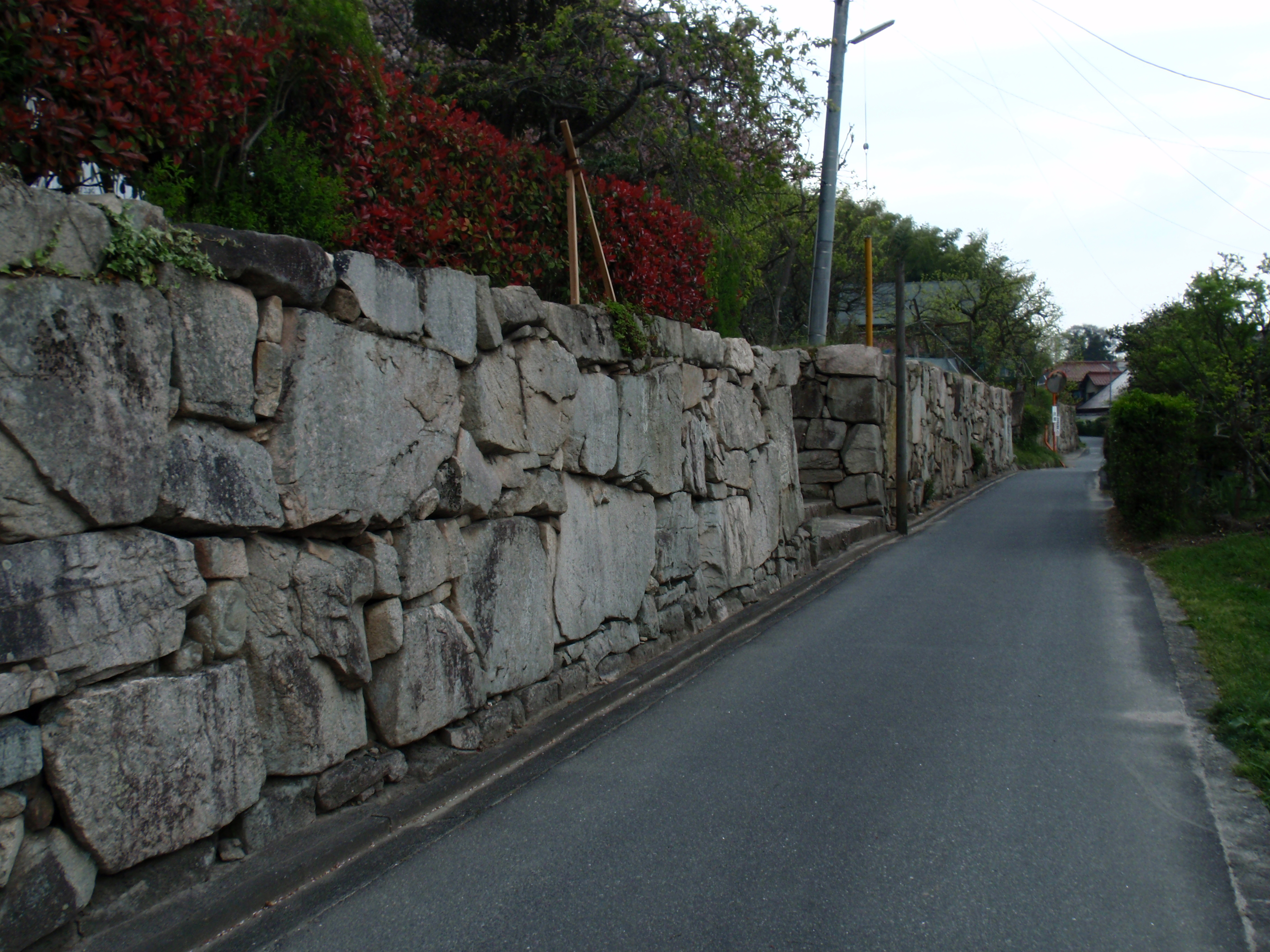
観音寺跡石垣
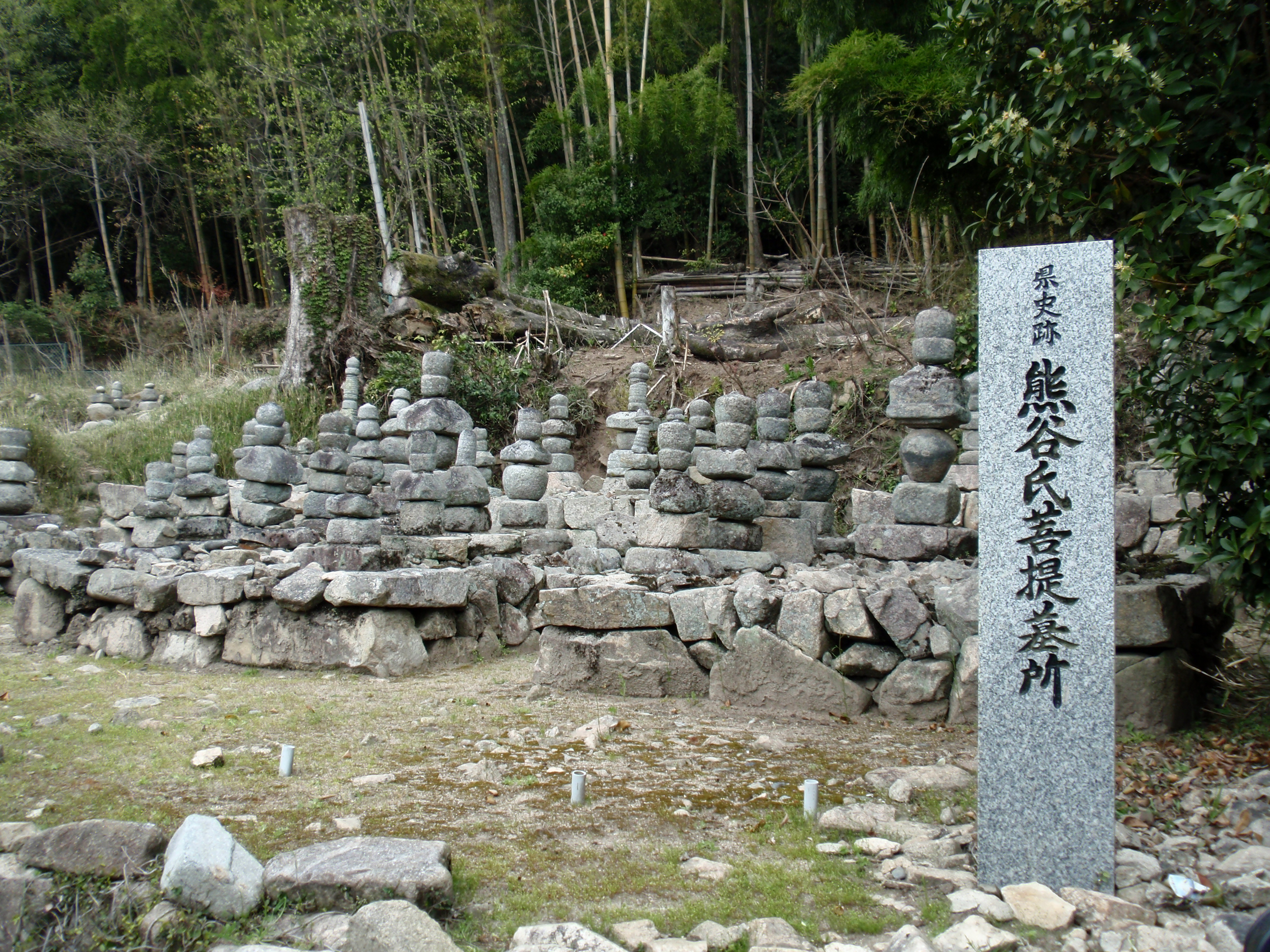
熊谷氏墓所
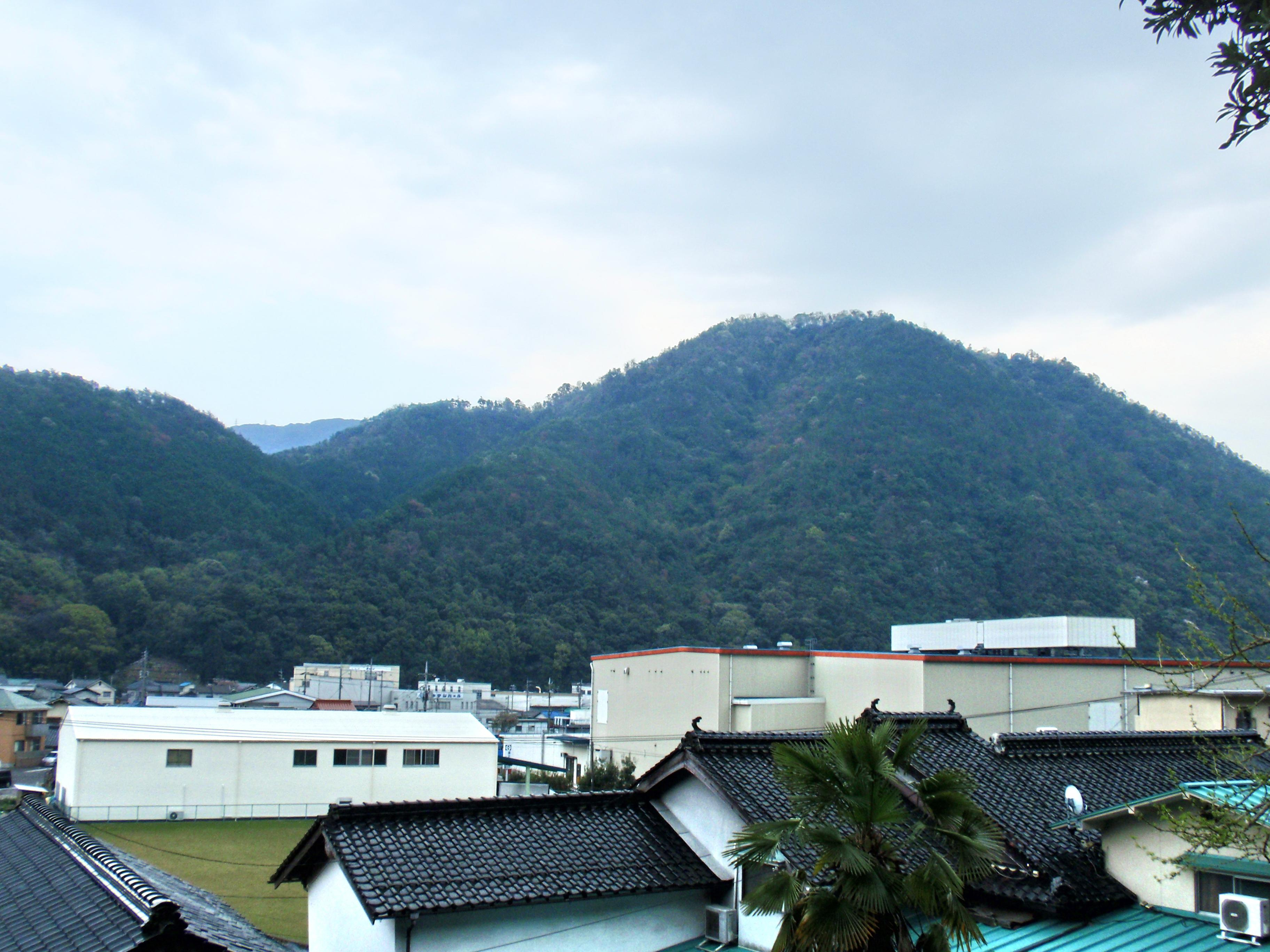
観音寺跡より三入高松城を望む

## 県史跡熊谷氏菩提所
安芸熊谷氏の歴代当主のものとされる五輪塔石が残っており、史伝では下記当主が葬られたとされる。
- 熊谷直経
- 熊谷直明
- 熊谷在直
- 熊谷信直 (美濃守)
- 熊谷堅直
- 熊谷宗直
- 熊谷膳直
- 熊谷元直 (戦国時代)
- 熊谷信直
- 熊谷高直

1935年（昭和10年）に熊谷氏の末裔により発掘・整備され、後に県の史跡として指定された。
当初の史跡指定は1951年（昭和26年）4月6日だが、1970年（昭和45年）1月30日の追加指定と名称変更により、高松城・土居屋敷・伊勢が坪城とあわせて「熊谷氏の遺跡」として一括された。